# 帕尔马格兰酒店
帕尔马格兰酒店（Gran Hotel）是一家历史悠久的酒店，位于西班牙巴利阿里群岛马略卡岛帕尔马韦勒广场（Plaza Weyler）33号，是这座城市历史中心的一部分。 这家酒店由洛伊斯·多梅内克·蒙塔纳（Lluís Domènech i Montaner）设计，于1903年完工。今天，这座建筑已被改建为文化中心，是凯克萨基金会（Fundación la Caixa）的所在地。它包括安格拉达·卡马拉萨（Anglada Camarasa）的永久性画展。这座建筑是岛上最重要的现代主义建筑之一，立面装饰着大量雕塑和陶瓷。

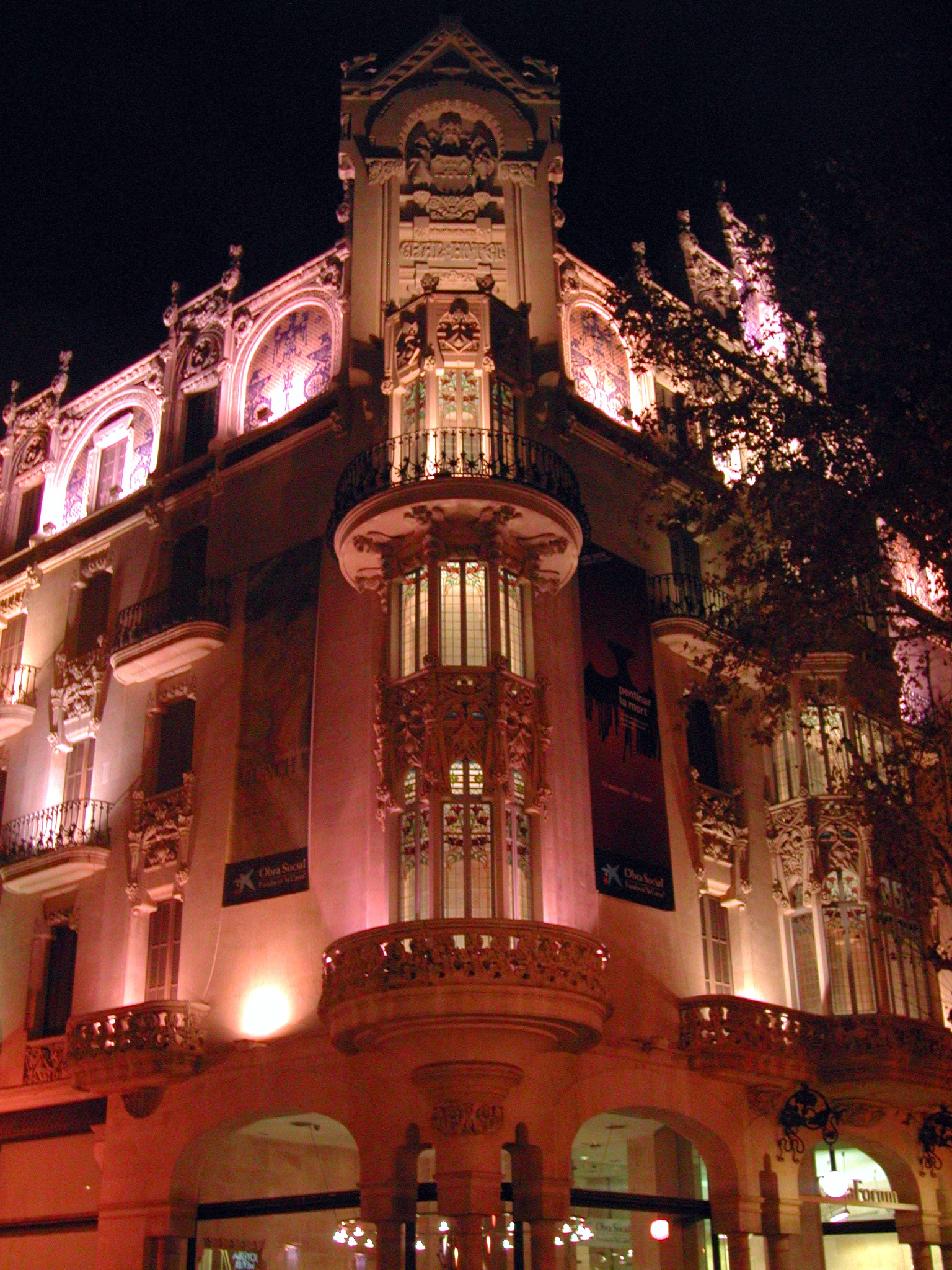
帕尔马格兰酒店